# Cicindela politula
Cicindela politula är en skalbaggsart som beskrevs av Leconte 1875. Cicindela politula ingår i släktet Cicindela och familjen jordlöpare.

## Underarter
Arten delas in i följande underarter:
- C. p. barbarannae
- C. p. petrophila
- C. p. politula
- C. p. viridimonticola